# Musikjahr 1549
Liste der Musikjahre

◄◄ | ◄ | 1545 | 1546 | 1547 | 1548 | Musikjahr 1549 | 1550 | 1551 | 1552 | 1553 | ► | ►►

Weitere Ereignisse
Dieser Artikel behandelt das Musikjahr 1549.

## Ereignisse

### Heiliges Römisches Reich

#### Hofkapelle von Kaiser Karl V.
- Thomas Crécquillon ist seit dem Jahr 1540 „maistre de la chapelle“ am Hof von Kaiser Karl V. Die Hofkapelle begleitet den Kaiser auch auf dessen Reisen. Aufenthalte in Deutschland in 1545 sowie zwischen 1546 und 1548 sind belegt. Seine Aufenthalte mögen zu der relativ weiten Verbreitung seiner Werke beigetragen haben. Im Jahr 1549 werden die Lamentationen Crécquillons vom Verlag Berg & Neuber (Nürnberg) im Druck veröffentlicht.
- Nicolas Payen wirkt seit 1540 in der Hofkapelle von Kaiser Karl V. als clerc d’oratoire und chapelain des hautes messes.
- Jacobus Vaet wird im Sommer 1549 Mitglied der Sängerkapelle von Kaiser Karl V.

#### Hofkapelle der Regentin Maria von Ungarn
- Benedictus Appenzeller ist seit 1536 Sänger am habsburgischen Hof der Regentin Maria von Ungarn in Brüssel und seit 1537 Leiter der Chorknaben (maître des enfants).

#### Hochstift Lüttich
- Ludovicus Episcopius wirkt ab 19. Oktober 1545 als zangmeester an der Kollegiatkirche St. Servatius in Maastricht. Er bekommt mehrere Benefizien und wird Mitglied der Bruderschaft der Kapläne als einer der scriptores chori. Diese Stellung behält er bis ins Jahr 1566.
- Jean De Latre ist seit November 1544 in der Nachfolge von Adam Lauri succentor an der Kirche St. Martin in Lüttich. Er leitet die Kapelle der Kirche fast 20 Jahre lang mit Geschick und Erfolg. Ebenfalls seit 1544 wirkt De Latre als Kapellmeister des Lütticher Fürstbischofs Georg von Österreich, einem humanistisch gesinnten Musikfreund. Hier hat er den Nutzen wichtiger Kontakte zu anderen Künstlern wie Lambert Lombard (1506–1566) und Franciscus Florius (1516–1570) und zu weiteren wichtigen Personen im Umkreis des Bischofs.

#### Grafschaft Hennegau
- Jacobus Clemens non Papa ist möglicherweise Chorleiter bei Philippe de Croy († 1549), Herzog von Aarschot und Feldherr von Kaiser Karl V., weil mehrere seiner Staatsmotetten auf den Herzog oder auf den Kaiser verweisen.

#### Grafschaft Flandern
- Christian Hollander ist als „Christiaen Janszone, gheseyed de Hollandere“ seit dem 1. Juni 1549 Singmeister an der Kirche St. Walburga in Oudenaarde.
- Jean Richafort, der im Mai 1543 an der Kirche St. Gilles in Brügge als Singmeister und kapelaan van den ontfancals Nachfolger von Adriaen Landsheere seinen Amtsantritt hatte und knapp ein Jahr später, im April 1544, durch Jan Bart ersetzt wurde, übernimmt nach dessen Tod dieses Amt ab Juni 1548 ein weiteres Mal.

#### Markgrafschaft Antwerpen
- Antoine Barbé hat – nach den Akten der Kathedrale von Antwerpen – von 1527 bis 1562 die Stelle des Kapellmeisters inne.
- Tielman Susato, der 1543 in Antwerpen ein dreijähriges Druckerprivileg erhalten und hier eine Druckerei eröffnet hat, bringt in den Jahren zwischen 1543 und 1561 drei Bände mit Messkompositionen heraus, 19 Motetten- und 22 Chansonbücher, darüber hinaus eine Serie mit elf Bänden Musyck Boexken. Seine Publikationen sind in der Mehrheit Sammelbände mit Werken mehrerer Komponisten. Seit 1531 ist Susato Mitglied der Antwerpener Stadtmusikanten; er spielt die Instrumente Flöte, Blockflöte, Krummhorn, Feldtrompete und Posaune und hat vielleicht auch die abendlichen Andachten der Bruderschaft begleitet. Als Kaiser Karl V. und sein Sohn Philipp 1549 in die Stadt Antwerpen einziehen, wird Susato als Mitglied der Stadtkapelle Fehlverhalten vorgeworfen, und er wird als Stadtmusikant entlassen; im gleichen Zuge wird ihm ein neues Druckprivileg, das eigens für sein elftes Chansonbuch bestimmt war, zunächst vorenthalten. Erst nach Intervention des Brüsseler Kapellmeisters Benedictus Appenzeller wird es ihm zuteil.
- Gérard de Turnhout ist seit dem Jahr 1545 Chorsänger an der Liebfrauenkirche in Antwerpen.

#### Tournai
- Nicolas Gombert ist Kanoniker in Tournai, wo er seit 1534 eine kirchliche Sinekure innehat. Sein Name erscheint nicht in der Liste der Geistlichen, die in Tournai Messen gelesen haben, und er übt wohl keine priesterlichen Funktionen mehr aus. Hier dürfte er auch Pierre de Manchicourt kennen gelernt haben.
- Pierre de Manchicourt ist seit 1545 Kapellmeister und Lehrer der Chorknaben an der Kathedrale von Tournai.

#### Fürstentum Ansbach
- Caspar Othmayr ist Propst von St. Gumbertus in Ansbach. Er verliert diese Stelle allerdings bald wegen theologischer Differenzen.

#### Herzogtum Preußen
- Adrianus Petit Coclico ist von 1547 bis 1550 am Hof von Herzog Albrecht von Brandenburg in Königsberg tätig, wo er in der Gehaltsliste als „musicus“ bezeichnet wird.

#### Kurfürstentum Sachsen
- Wolfgang Figulus, der sich im Herbst 1547 an der Universität Viadrina in Frankfurt (Oder) immatrikuliert hat und zum Winter 1547/48 an die Universität Leipzig gewechselt ist, wo er im Jahre 1549 auch Musikvorlesungen hält, wirkt von 1549 bis 1551 als Thomaskantor der Thomasschule in Leipzig.
- Hermann Finck ist seit 1545 Student an der Universität Wittenberg. Hier wird er ab dem Jahr 1554 Gesang und Instrumentalmusik lehren.
- Antonio Scandello wird 1549 mit fünf weiteren „welschen Musikern“ von Kurfürst Moritz von Sachsen bei einer Italienreise für die neu gegründete Dresdner Hofkapelle eingestellt. Damit folgt der sächsische Kurfürst einer Mitte des 16. Jahrhunderts aufkommenden Mode, nämlich der vermehrten Beschäftigung italienischer Musiker an deutschen Höfen.

#### Erzstift Magdeburg
- Martin Agricola ist Kantor in Magdeburg.

#### Reichsstadt Nürnberg
- Georg Forster, der seit Anfang 1545 und bis Ostern 1547 als „gemeiner Stadt Doctor“ in seiner Heimatstadt Amberg gewirkt hat, lebt seit 1548 in Nürnberg, wo er zum Leibarzt von Abt Friedrich zu Hailsbronn ernannt wurde. In Nürnberg bleibt er 20 Jahre bis zu seinem Tod.

#### Kurpfalz
- Jobst von Brandt, der ab 1530 in Heidelberg u. a. bei Lorenz Lemlin Musik studiert, aber nach der musikalischen Ausbildung einen außermusikalischen Beruf als Verwaltungsbeamter ergriffen hatte, ist seit 1548 Hauptmann in Waldsassen (Oberpfalz) und Verwalter des dortigen Klosters sowie Pfleger von Liebenstein bei Tirschenreuth.
- Sebastian Ochsenkun ist seit 1544 Lautenmeister am kurpfälzischen Hof in Heidelberg.
- Stephan Zirler, der kurfürstlicher Hofbeamter am Hof von Kurfürst Friedrich III. ist, wird in den Unterlagen des Hofs ab 1549 als Kanzlei-Verwandter geführt.

#### Freiburg im Breisgau
- Glarean ist seit 1529 Professor der Poetik in Freiburg im Breisgau. Dort lehrt er bis zu seiner Emeritierung 1560 Poetik, Geschichte und Geografie.

#### Herzogtum Württemberg
- Sigmund Hemmel ist seit 1544 Tenorist in der Hofkapelle von Herzog Ulrich von Württemberg in Stuttgart.

#### Straßburg
- Wolfgang Dachstein ist seit 1541 Organist am Straßburger Münster und zugleich Musiklehrer am dortigen Gymnasium. Er fügt sich dem Augsburger Interim und bleibt dadurch in seinem Amt.
- Matthias Greitter, der 1538 eine Stellung als Musiklehrer am Collegium Argentinense, dem Vorläufer der Straßburger Universität, übernommen hatte, kehrt 1549 unter den Bedingungen des Augsburger Interims zur katholischen Konfession zurück und gründet eine katholische Gesangsschule.

#### Erzherzogtum Österreich
- Arnold von Bruck, der seit der zweiten Jahreshälfte 1527 in Wien Kapellmeister des österreichischen Regenten Erzherzog Ferdinand (des späteren Königs und Kaisers Ferdinand I.) war, lebt ab dem Jahr 1548 nachweislich in Linz, wo er schon seit dem Jahr 1543 an der Trinitätskapelle des Linzer Doms die hochangesehene und bestdotierte Dreifaltigkeitspfründe (Beneficium Sanctae Trinitatis) besitzt; dienstliche Pflichten muss er hier nicht wahrnehmen.

#### Königreich Böhmen
- Nikolaus Herman ist Kantor und Lehrer an der Lateinschule in St. Joachimsthal. Hier arbeitet er unter anderem mit Johannes Mathesius zusammen, der dort ab 1532 als Rektor der Schule und ab 1540 als Pfarrer amtiert.

#### Alte Eidgenossenschaft
- Loys Bourgeois ist spätestens seit 1545 Kantor und Lehrer an der Kathedrale Saint-Pierre und in der städtischen Pfarrei Saint-Gervais in Genf.
- Eustorg de Beaulieu hat sich im Mai 1548 an der Universität Basel eingeschrieben und veröffentlicht mit dem Espinglier des filles ein letztes Werk, das der humanistisch gebildete Jurist Bonifacius Amerbach als Freund und Förderer unterstützt.
- Guillaume Franc ist seit 1545 Kantor an der Kathedrale und Lehrer an der Akademie in Lausanne.

#### Herzogtum Modena und Reggio
- Cipriano de Rore, der 1546 von Herzog Ercole II. d’Este (1508–1559) als Kapellmeister an seinen Hof nach Ferrara geholt wurde, wirkt hier fast zwölf Jahre lang fast ohne Unterbrechung, nachdem Ferrara zuvor schon als herausragendes Zentrum der Künste, besonders der Musik, bekannt ist. Während dieser Zeit schreibt de Rore dort mindestens 107 Werke für die Familie d’Este sowie für Mitglieder der geistlichen und weltlichen Oberschicht Europas. 1548 veröffentlicht er in Venedig sein drittes Madrigalbuch Il terzo libro di madrigali. Ein Supplement hierzu erscheint 1549.

#### Herzogtum Toskana
- Paolo Aretino, der bis 1547 als Kantor am Dom von Arezzo gewirkt hat, ist danach bis zu seinem Tode im Jahr 1584 an Santa Maria della Pieve, ebenfalls in Arezzo, tätig.
- Francesco Corteccia steht seit dem Jahr 1539 im Dienst der Familie de’ Medici und bekleidet die Stelle des Kapellmeisters am Hofe des Herzogs Cosimo I.
- Nicolao Dorati wirkt seit 1543 in der Stadtkapelle von Lucca, zunächst als Posaunist und ab 1557 für über zwanzig Jahre als Kapellmeister.
- Matteo Rampollini steht in den Diensten der Medici in Florenz. Offenbar bleibt Rampolini sein ganzes Leben für die Medici tätig. Zwischen 1547 und 1552 lebt er anscheinend mit seinem Bruder Jacopo im Viertel Santa Croce zusammen.

### Königreich England

#### Chapel Royal von Eduard VI.
- Thomas Tallis, der 1543 zum „Gentleman of the Chapel Royal“ – also zum „Gentleman“ der Königlichen Kapelle – in London ernannt wurde, bekleidet dieses Amt in den folgenden vierzig Jahren.

#### Diözese Ely
- Christopher Tye, der an der Universität Cambridge studierte und dort und in Oxford im Fach Musik promovierte, ist seit ca. 1543 Master of the Choristers an der Kathedrale von Ely und hat diese Stellung bis 1561 inne.

### Königreich Frankreich

#### Chapelle Royale von Heinrich II.
- Jacotin Le Bel ist Mitglied der Hofkapelle des französischen Königs Heinrich II.
- Pierre Sandrin ist von 1549 bis 1560 Kanonikus der Chapelle Royale. Zwischen 1538 und 1549 hat er etwa 50 vierstimmige Gesänge veröffentlicht.
- Claudin de Sermisy ist Mitglied der Hofkapelle. Ab dem Jahr 1533 ist der Komponist als sous-maître über alle Musiker der königlichen Kapelle tätig; die administrative Leitung hat Kardinal François de Tournon, ein enger Vertrauter des Königs. Als sous-maître leitet de Sermisy die Aufführungen der etwa 40 erwachsenen Sänger und sechs Chorknaben, welche die königliche Kapelle während der 1530er und 1540er Jahre besitzt; darüber hinaus ist er für das Wohl der Knaben verantwortlich und hat die Aufsicht über die liturgischen und musikalischen Bücher der Kapelle. Er übt dieses Amt bis etwa 1553 aus und teilt sich den Titel und die Aufgaben 1547–1553 mit Hilaire Rousseau.

#### Angers
- Clément Janequin, der seit 1534 Kapellmeister der Kathedrale von Angers war, tritt 1549 in Paris in den Dienst des Herzogs von Guise.

#### Lyon
- Die von Henry Fresneau überlieferten Kompositionen lassen den Schluss zu, dass er seit 1538 und bis 1554 in Lyon gewirkt hat.

#### Paris
- Pierre Attaingnant, der um 1527/1528 eine Variante des Notendrucks erfunden hat, die das Drucken in einem Arbeitsgang erlaubt, veröffentlicht von 1528 bis 1552 in Paris mehr als 50 Chansonsammlungen und einige „Tanzbücher“.
- Pierre Certon wirkt seit 1529 in Paris an Notre-Dame und ist hier seit 1542 Leiter des Knabenchores.
- Claude Goudimel studiert wahrscheinlich ab 1549 und bis 1557 an der Universität Paris.

### Italienische Staaten

#### Kirchenstaat
- Jakob Arcadelt, der krankheitsbedingt zwischen dem 10. November 1545 und dem 16. April 1546 nicht im Dienst war, und ab 6. Mai 1546 einen über einjährigen Heimaturlaub genommen hatte, kehrt am 28. Mai 1547 nach Rom zurück und ist seitdem wieder als maestro di cappella in der Capella Sistina tätig. Seine durch Krankheit bedingten Entschuldigungen am 24. Dezember 1547 und im August 1549 lassen eine geschwächte Gesundheit annehmen; auch kommt in dieser Zeit die Entstehung von Kompositionen zum Stillstand.
- Leonardo Barré, ein Schüler von Adrian Willaert in Venedig, ist seit 1537 Sänger der päpstlichen Kapelle in Rom. Diese Anstellung behält er bis 1555.
- Ghiselin Danckerts ist seit 1538 Sänger der päpstlichen Kapelle in Rom. Er wird dieses Amt bis 1565 ausüben.
- Domenico Ferrabosco, der zunächst in seiner Heimatstadt Bologna als Sänger und Kapellmeister an St. Petronio wirkte, ist seit 1546 Kapellmeister der Cappella Giulia am Petersdom in Rom.
- Jacobus de Kerle ist von 1548 bis etwa 1550 und erneut wieder ab 1555 an der Kathedrale von Orvieto als Magister capellae tätig. Ob der Komponist vor seiner Reise nach Italien schon die Priesterweihe bekam oder erst dort, ist offen. In Orvieto ist es seine Aufgabe, die Chorknaben zu unterrichten, in der Kapelle als Sänger mitzuwirken und den Dienst an der Orgel und am Glockenspiel zu versehen.
- Giovanni Pierluigi da Palestrina hat die Verpflichtung zur täglichen Leitung des Chorgesangs bei der Feier von Messe, Vesper und Komplet in der Kathedrale San Agapito seiner Heimatstadt Palestrina. Dazu hat er sich am 28. Oktober 1544 in einen Vertrag mit den Kanonikern der Kathedrale verpflichtet. Zu seinen weiteren Aufgaben gehört auch an Festtagen die Orgel zu spielen und außerdem Kanonikern und Chorknaben musikalischen Unterricht zu geben. 1549 wird aus seiner Ehe mit Lucrezia Gori der erste Sohn Rodolfo (1549–1572) geboren, der ebenfalls Komponist wird.
- François Roussel, der möglicherweise als Sängerknabe nach Rom gelangte und seit 1544 Musiker im Gefolge des Kardinals Alessandro Farnese war, ist von 1548 bis 1550 als magister puerorum der Cappella Giulia am Petersdom tätig.

#### Markgrafschaft Montferrat
- Jachet de Mantua ist spätestens seit 1535 Magister der Kapellknaben und Kapellmeister an der Kathedrale St. Peter und Paul in Mantua. In Mantua hat er durch seine direkte Unterstellung unter den Kardinal eine Sonderstellung inne. Seine Bekanntheit beruht auch auf zahlreichen Veröffentlichungen seiner Werke, mit der Folge, dass sehr viele zeitgenössische Autoren sich in ihren Schriften mit seinem Wirken auseinandersetzen.

#### Königreich Sizilien
- Orlando di Lasso steht seit Herbst 1544 in den Diensten von Ferrante I. Gonzaga, Vizekönig von Sizilien und Feldherr von Kaiser Karl V. Im Januar 1549 vertraut Ferrante Gonzaga den jungen Lasso, bei dem der Stimmbruch eingetreten ist, dem kaisertreuen Ritter Costantino Castrioto an, mit welchem er nach Neapel geht, wo er als Musiker etwa drei Jahre lang bei Giovanni Battista d’Azzia, dem Marchese della Terza, weilt. Letzterer ist ein Schwager Ferrantes und Amateurdichter.

#### Herzogtum Urbino
- Dominique Phinot ist – wie zwei Dokumente aus dem Archiv der Stadt Urbino, datiert auf den 26. März 1545 und auf den 20. November 1555, belegen – bei Herzog Guidobaldo II. von Urbino angestellt.

#### Republik Venedig
- Jakob Buus ist seit dem 15. Juli 1541 Organist der 2. Orgel des Markusdoms in Venedig.
- Antonio Gardano, der seit 1532 in Venedig lebt und hier einen Musikverlag und eine Druckerei gegründet hat, gibt zwischen 1538 und 1569 rund 450 Publikationen, vor allem Madrigale und geistliche Musik heraus. Von den noch 388 erhaltenen Drucken sind nur zwei nicht musikalischen Inhalts.
- Francesco Londariti verlässt 1549 als bereits berühmter Musiker Kreta. Er zieht nach Venedig, wo ihm der Spitzname Il Greco („der Grieche“) verliehen wird, der ihm zeit seines Lebens anhaften wird. Er findet Anstellung als Cantore (Sänger) am Chor des Markusdoms unter dem Kapellmeister Adrian Willaert. Aus dieser Position hat er Zugang zu Venezianer Adelskreisen, in denen Kunst, Musik und Literatur stark gefördert werden und wo er zu den angesehensten Musikern zählt.
- Francesco Patavino ist in Treviso als Kapellmeister tätig.
- Costanzo Porta, der Franziskaner war und dem Konvent in Casalmaggiore angehörte, übersiedelt um 1549 nach Venedig und wird dort Schüler des Komponisten Adrian Willaert.
- Adrian Willaert ist seit dem 12. Dezember 1527 Domkapellmeister zu San Marco in Venedig. Der Komponist behält dieses Amt 35 Jahre lang bis zu seinem Tod; erst durch sein Wirken bekommt diese Stelle ihre in ganz Europa herausragende Bedeutung.

### Königreich Polen

#### Hofkapelle von Sigismund II. August
- Valentin Bakfark ist von 1549 bis 1566 Lautenist am Hof des polnischen Königs und Großfürsten von Litauen Sigismund II. August in Vilnius.
- Mikołaj Gomółka lebt am Hof von König Sigismund II. August von Polen. Seit 1548 ist er Schüler eines königlichen Fistulators (hervorragende Instrumentalisten des Königs) namens Jan Klaus, bei dem er 10 Jahre verbringt.
- Wacław z Szamotuł ist seit dem 6. Mai 1547 Mitglied der königlichen Kapelle von König Sigismund II. August von Polen in Vilnius.

### Spanien

#### Hofkapelle von Karl I.
- Cornelius Canis ist seit Juni 1542 Nachfolger von Thomas Crécquillon als Hofkapellmeister der Grande Chapelle von Karl I. in Madrid. Am 28. Juli 1549 erhält er als Belohnung für die Begleitung des späteren Regenten Philipp II. nach Ypern vier Kannen Wein. Nachdem er hier „Zancmeestre vanden coninghinne“ genannt wird, wird vermutet, dass Canis vielleicht vorübergehend bei Maria von Ungarn, Statthalterin der Niederlande (1531–1555) und musikliebende Schwester Karls V., als Kapellmeister gewirkt hat.
- Antonio de Cabezón unternimmt als Hoforganist Karls I. und später Philipps II. zwei Reisen quer durch Europa (von 1548 bis 1551 und von 1554 bis 1556) und lernt bedeutende Musiker anderer Höfe kennen. Dabei gibt es offensichtlich gegenseitige Beeinflussungen, so dass Cabezón einen wesentlichen Beitrag Spaniens zur Entwicklung der Musik für Tasteninstrumente leisten kann.

#### Jaen
- Francisco Guerrero, der seine erste musikalische Ausbildung als Chorknabe der Kathedrale von Sevilla von seinem älteren Bruder Pedro (* 1520) und durch Kapellmeister Pedro Fernández de Castilleja und auch Cristóbal de Morales erhielt, ist seit 1546 Kapellmeister der Kathedrale von Jaén.

#### La Seu d’Urgell
- Joan Brudieu ist seit 1548 Kapellmeister auf Lebenszeit der Kathedrale von La Seu d’Urgell. Diese Position behält er – mit Unterbrechungen – bis kurz vor seinem Tode 1591.

#### Sevilla
- Alonso Mudarra ist seit dem 18. Oktober 1546 Kanoniker an der Kathedrale von Sevilla. In dieser Stadt hat er einen bedeutenden Einfluss auf das Musikleben und bleibt dort noch 34 Jahre bis an sein Lebensende. Zu seinen Aufgaben an der Kathedrale gehört die Leitung aller musikalischen Aktivitäten. Hierzu gehören die Beauftragung von Instrumentalisten, der Kauf und die Leitung des Aufbaus einer neuen Orgel und die enge Zusammenarbeit mit Komponisten für die vielfältigen festlichen Anlässe.

#### Valladolid
- Luis de Narváez, der seit den 1520er Jahren und bis zum Tod seines Dienstherren 1547 in Valladolid im Dienst von Francisco de los Cobos y Molina (1477–1547) stand, dient ab dem Jahr 1548 als Mitglied der Kapelle und Lehrer der Chorknaben dem Prinzen Philipp von Spanien, dem späteren König Philipp II.; zu seinen Kollegen gehört hier auch der berühmte Antonio de Cabezón, Komponist für Tasteninstrumente. Zusammen mit anderen Musikern reist Narváez mit seinem Dienstherrn ab Ende 1548 durch Italien, Deutschland und die Niederlande. Sein Name erscheint zum letzten Mal 1549 bei einer Reise durch Flandern; nach diesem Jahr sind keine dokumentarischen Belege mehr über ihn bekannt.

## Instrumentalmusik

### Für drei Instrumente
- Giuliano Tiburtino – Fantesie, et recerchari a tre voci: Noten und Audiodateien im International Music Score Library Project
  - Fantasia sopra 'Ut re mi fa sol la': Noten und Audiodateien im International Music Score Library Project
  - Fantasia sopra 'La sol fa mi re fa': Noten und Audiodateien im International Music Score Library Project
  - Fantasia sopra 'Fa re mi re sol mi fa mi': Noten und Audiodateien im International Music Score Library Project
  - Fantasia sopra 'Fa mi fa re ut': Noten und Audiodateien im International Music Score Library Project
  - Fantasia sopra 'Sol sol sol ut': Noten und Audiodateien im International Music Score Library Project
  - Fantasia sopra ’Ut mi fa ut fa mi re ut’
  - Fantasia sopra ’Re ut fa re sol fa mi’
  - Fantasia sopra ’Re ut re fa mi re’
  - Fantasia sopra ’Ut fa mi ut re mi ut’
  - Fantasia sopra ’Re fa mi re la’
  - Fantasia sopra ’Ut re mi ut’
  - Fantasia sopra ’La sol fa mi re’
  - Fantasia: Noten und Audiodateien im International Music Score Library Project
  - O felice colui ch’al suo volere von Baldassare Donati
  - Gravi pene in amor si provan molte: Noten und Audiodateien im International Music Score Library Project von Cipriano de Rore
  - Se'l veder voi m'ancide von Adrian Willaert: Noten und Audiodateien im International Music Score Library Project
  - Io dico & dißi von Cipriano de Rore
  - Sur le ioly ionc von Adrian Willaert
  - Tutt’il di piango (secunda pars: Lasso che pur da lun’a l’altro sole) von Cipriano de Rore
  - Ite caldi sospiri al fredo core (secunda pars: Dir si puo ben per voi) von Nadal
  - Amor che ved'ogni pensier aperto von Nadal
  - Ricercar V von Adrian Willaert: Noten und Audiodateien im International Music Score Library Project
  - Ricercar VI von Adrian Willaert: Noten und Audiodateien im International Music Score Library Project
  - Ricercar IV von Adrian Willaert: Noten und Audiodateien im International Music Score Library Project
  - Ricercar VIII von Adrian Willaert: Noten und Audiodateien im International Music Score Library Project
  - Ricercar III von Adrian Willaert: Noten und Audiodateien im International Music Score Library Project
  - Ricercar II von Adrian Willaert: Noten und Audiodateien im International Music Score Library Project
  - Ricercar VII von Adrian Willaert: Noten und Audiodateien im International Music Score Library Project
  - Ricercar von Adrian Willaert

### Für Laute
- Melchiore de Barberiis – Intabolatura di lauto X: Noten und Audiodateien im International Music Score Library Project; darin:
  - Fantasia Discorda: Noten und Audiodateien im International Music Score Library Project
  - Fantasia per sonar un Lauto: Noten und Audiodateien im International Music Score Library Project
- Hans Neusidler – Das ander Buch: ein new künstlich Lauten Buch
- Giovanni Paolo Paladino – Tablatures de luth en diverses sortes: Noten und Audiodateien im International Music Score Library Project

### Für Orgel
- Jakob Buus
  - Il secondo libro di recercari […] da cantare, & sonare d’organo & altri stromenti, enthaltend 8 Ricercari, Venedig: Antonio Gardano
  - Intabolatura d’organo di recercari di M. Giaques Buus, organista dell’illustrissima Signoria di Venetia in San Marco. Novamente stampata con carateri di Stagno, libro primo, in italienischer Orgeltabulatur, Venedig: Antonio Gardano; darin:
    - Ricercar a 4: Noten und Audiodateien im International Music Score Library Project
- Orgel-Tabulaturbücher von Ammerbach, Nürnberg

## Vokalmusik

### Geistlich
- Gasparo Alberti – Erstes Buch mit Messen, Venedig: Girolamo Scotto; darin:
  - Missa super 'Italia mia' zu fünf Stimmen: Noten und Audiodateien im International Music Score Library Project
- Benedictus Appenzeller – Motette Verbum caro factum est zu fünf Stimmen, teilweise Appenzeller (Antwerpen 1546), teilweise Josquin Desprez zugeschrieben (Nürnberg 1549)
- Jakob Buus – Primo libro de moteti a quatro voci, Individualdruck mit 19 Motetten, Venedig: Antonio Gardano
- Georg Forster – Motette Esurientes zu zwei Stimmen, Nürnberg
- Damião de Góis – Motette In die tribulationis zu drei Stimmen: Noten und Audiodateien im International Music Score Library Project
- Nicolas Gombert
  - Motette Peccata mea, sicut sagittae zu sechs Stimmen
  - Motette Qui colis Ausoniam zu sechs Stimmen (anlässlich der Begegnung von Clemens VII. und Karl V. in Bologna 1533)
- Didier Lupi Second – 30 Psalmes: Noten und Audiodateien im International Music Score Library Project
- Cristóbal de Morales
  - Motette Domine Deus, Agnus Dei: Noten und Audiodateien im International Music Score Library Project
  - Motette In die tribulationis zu drei Stimmen: Noten und Audiodateien im International Music Score Library Project
- Dominique Phinot
  - Motette Ego sum panis vitae zu fünf Stimmen
  - Motette Illuminare Hierusalem zu fünf Stimmen
  - Motette Angustiae mihi sunt undique zu vier Stimmen
  - Motette Tanto tempore vobiscum sum zu vier Stimmen
  - Motette Valde honorandus est zu vier Stimmen
  - Motette Vidi speciosam zu vier Stimmen
- Cipriano de Rore – Il terzo libro di motetti zu fünf Stimmen
- Girolamo Scotto (Hrsg.) – Motetti a 3 voci, Buch 2: Noten und Audiodateien im International Music Score Library Project
- Tielman Susato – Nihil homini firmum zu zwei Stimmen
- Giuliano Tiburtino
  - Motette Alma Redemptoris zu drei Stimmen: Noten und Audiodateien im International Music Score Library Project
  - Choral Ave Maria zu drei Stimmen: Noten und Audiodateien im International Music Score Library Project
  - Motette Ave Regina zu drei Stimmen: Noten und Audiodateien im International Music Score Library Project
  - Motette Benedicta et venerabilis zu drei Stimmen: Noten und Audiodateien im International Music Score Library Project
  - Motette Pater noster: Noten und Audiodateien im International Music Score Library Project
- Philippe Verdelot – Motette Gaudete omnes: Noten und Audiodateien im International Music Score Library Project
- Verschiedene Künstler
  - Electiones diversorum motetorum distincte quatuor vocibus: Noten und Audiodateien im International Music Score Library Project
  - Lamentationes Hieremiæ prophetæ: Noten und Audiodateien im International Music Score Library Project
- Gioseffo Zarlino – Motette Nemo potest venire zu fünf Stimmen: Noten und Audiodateien im International Music Score Library Project

### Weltlich
- Paolo Aretino – Libro primo delli madrigali cromati, Venedig: Girolamo Scotto
- Pierre Attaingnant (Hrsg.) – 24 Chansons nouvelles zu vier Stimmen, Livre 32: Noten und Audiodateien im International Music Score Library Project; darin:
  - Decapella – Ung soir Guillot: Noten und Audiodateien im International Music Score Library Project
- Jacquet de Berchem – weltliche Motette Unica lux Venetum zu vier Stimmen, Venedig
- Pierre Certon – Chanson Amour, amour que ta force est estrange: Noten und Audiodateien im International Music Score Library Project
- Jacobus Clemens non Papa – Chanson La, la, maistre Pierre: Noten und Audiodateien im International Music Score Library Project
- Ghiselin Danckerts – Kanons zu vier Stimmen, Augsburg: Melchior Kriesstein
- Josquin Desprez – 30 Chansons tres musicales zu vier Stimmen, Livre 36: Noten und Audiodateien im International Music Score Library Project
- Nicolao Dorati – Erstes Buch mit Madrigalen zu fünf Stimmen, Venedig: Antonio Gardano
- Nicolas Du Chemin
  - 25 Chansons nouvelles zu vier Stimmen, Livre 1: Noten und Audiodateien im International Music Score Library Project
    1. Pierre Certon: Qui souhaitez avoir tout le plaisir
    2. Nicole Regnes: Venons au poinct, ma dame s’il vous plaist
    3. Jean Maillard: O combien je suis fortuné
    4. Jean Le Gendre: Cherchant amour, Hymen vint apparoistre
    5. Nicolas Pagnier: Cest oeil mignon, ce visage poly
    6. Pierre Certon: L’enfant Amour n’a plus son arc estrangé
    7. Claude Goudimel: La volunté si longtemps endormie
    8. Nicola de Marle: Vive sera pour jamais n’estre morte
    9. Nicole Regnes: Mars et Amour font ensemble alliance
    10. Jean Maillard: Si la promesse m’est tenue
    11. Pierre Certon: L’autre jour jouer m’aloye / Parmi ces champs
    12. Lupus Hellinck: Comme l’aymant par sa vertu latente
    13. Nicole Regnes: Helas mon cœur (mon œil), n’as tu pas trop grand tort
    14. Nicolas Pagnier: Trop justement je forme une complainte
    15. Jean Le Gendre: Quelle prison au monde est plus cruelle
    16. Clément Janequin: Maistre Ambrelin, confesseur de nonettes
    17. Clément Janequin: Qu’est-ce que fait celui qui se marie
    18. Nicolas Pagnier: Vrais amateurs du plaisir de Vénus
    19. Estienne Du Tertre: J’ay d’un costé l’honneur tant estimé
    20. Nicolas Pagnier: Si je me plains ce n’est sans apparence
    21. Pierre Certon: Mauldict soit-il qui jamays aimera
    22. Pierre de Villiers: Amour et mort par trop grand avantage: Noten und Audiodateien im International Music Score Library Project
    23. Claude Gervaise: Puisque fortune mal apprinse
    24. Claude Goudimel: Je sens l’affection / Qui à moy se vient rendre
    25. Jean Bastard: Si ton plus grand plaisir n’est sinon d’estre tienne

  - 26 Chansons nouvelles zu vier Stimmen, Livre 2: Noten und Audiodateien im International Music Score Library Project
    1. Estienne Du Tertre: Je me veulx tant a son vouloir offrir
    2. Brigard: Vous me changez pour un aultre
    3. Clément Janequin: Un gros prieur son petit filz baisoit
    4. Sevault: Si la beaulté doit perir en peu d’heure
    5. Nicolas Pagnier: Un fin mary voyant sa chambriere
    6. Le Brun: Ma mère veult que je fil
    7. Claude Goudimel: Joye et santé, ma demoiselle
    8. Du Bar: Jouons beau jeu tout en riant
    9. Nicole Regnes: Dire me fault par desespoir contrainct
    10. Nicole Regnes: Or my doint Dieu bonne adventure
    11. Clément Janequin: Ho le meschant qui a ployé
    12. Claude Martin: Au feu d’amour qui ne se peult estaindre
    13. Nicole Regnes: Cupido pour ses appetitz vers des mouches alla
    14. Dufour: Puis que malheur me tient rigueur
    15. Estienne Du Tertre: Dieu doinct le bon jour à m’amy
    16. Anonymous: Allons aux champs sur la verdure
    17. Hieronymus Le Gay: Ce friant oeil qui toujours estincelle
    18. Claude Goudimel: Je souffre passion / D’une amour forte
    19. Jean Le Gendre: Si pour t’avoir tant loyaument aimé
    20. Clément Janequin: Qui souhaittez d’avoir tout le plaisi
    21. Thomas Crecquillon: Qu’est-il besoing cercher toutes les nuictz
    22. Anonymous: Margot s’endormit sur un lit
    23. Claude Goudimel: La terre, l’eau, l’air, le feu et les cieux
    24. Jacobus Clemens non Papa: Sur la verdure du pré florissant, m’amye ouy
    25. Jean Maillard: Un forgeron aussi vieulx que le temps
    26. Hugon: Amour remply de pitié et de zelle

  - 22 Chansons nouvelles zu vier Stimmen, Livre 3: Noten und Audiodateien im International Music Score Library Project
    1. Anonymous: Maistre Lubin de sang rassis
    2. Anonymous: Sans avoir faict nul dessaisir
    3. Maximilian Guilliaud: Si mon grand mal ne peult finir
    4. Claude Goudimel: Poste esgaré par trop adventureux
    5. Frougy: Sus, sus, ma seur, prendz bon couraige: Noten und Audiodateien im International Music Score Library Project
    6. Nicolas Pagnier: Elle disoit faictes tout bellement
    7. Claude Goudimel: Du jeu d’aymer Martin fort curieux
    8. Maximilian Guilliaud: Faire ne puis sans dueil & desplaisir
    9. Decapella: Belle commere Dieu vous gard
    10. Claude Martin: Celer ne puis ny dire le tourment
    11. Decapella: Un vieil souldard prioit une fillette: Noten und Audiodateien im International Music Score Library Project
    12. Decapella: Faictes si vous plaist vostre aumosne
    13. Claude Martin: Un jeune moine bien adroit
    14. Jean Le Gendre: Ma bouche n’ose dire / Mon apparent desir
    15. Nicole Regnes: Plus je la voy de beaucoup estimée: Noten und Audiodateien im International Music Score Library Project
    16. Claude Goudimel: Comme le feu sans chaleur ne peut estre: Noten und Audiodateien im International Music Score Library Project
    17. Jean Le Gendre: En l’eau, en l’eau jette toy vistement
    18. Anonymous: Ung doulx baiser m’est bien permis de prendre: Noten und Audiodateien im International Music Score Library Project
    19. Clément Janequin: Triste et marry, pensif, melancolique
    20. Anonymous: Un mesnagier qui sa femme accusait
    21. Anonymous: S’amour vous a donné mon coeur en gaige
    22. Anonymous: Or sus or sus qu’on se resveille

  - 24 Chansons nouvelles zu vier Stimmen, Livre 4: Noten und Audiodateien im International Music Score Library Project
    1. Pierre de Villiers: Monsieur l’Abbé et monsieur son vallet: Noten und Audiodateien im International Music Score Library Project
    2. Claude Gervaise: Quand suis au lict pour prendre mon repos
    3. Claude Martin: Prendre plaisir en aymant loyalement
    4. Thomas Crécquillon: A tout jamais d’un vouloir immortel
    5. Pierre de Villiers: La grand’ doulceur de vostre cler visaige: Noten und Audiodateien im International Music Score Library Project
    6. Claude Goudimel: D'amour me plainctz et du mal que je sens: Noten und Audiodateien im International Music Score Library Project
    7. Nicolas Pagnier: Plaisir, prouffit, honneur, advancement
    8. Jean Maillard: Amour se doibt figurer une rose
    9. Jean Le Gendre: Jamais amour n’aura ceste puissance
    10. Thomas Crécquillon: Si pour amans la lune est importune
    11. Du Bar: O vous mes yeulx qui avez incité
    12. Cyron: Un galland le fit et refit
    13. Le Rat: D’un amy fainct je ne me puis deffaire
    14. Estienne Du Tertre: Je voudrois ce gentil clerc estre
    15. Claude Goudimel: Amour que tu me fais de mal
    16. Decapella: Passant melancolie / Un soir apres souper
    17. Jacobus Clemens non Papa: Rossignolet qui chante au verd bois
    18. Clément Janequin: Si vous l’avez rendez le moy
    19. Decapella: Veoir, deviser et converser
    20. Claude Goudimel: Robin vouloit sa femme battre
    21. Maximilian Guilliaud: Une safrette safrettant
    22. Decapella: Le temps vouldroit de soy trop presumer
    23. Estienne Du Tertre: Si j’ay grand desir de la veoir
    24. Estienne Du Tertre: Si me voyez face triste et dolente
- Georg Forster
  - Deutsche weltliche Werke
    - Ach Maidlein fein, bedenk dich schon zu vier Stimmen, Nürnberg
    - Gut Gsellen und auch kühler Wein zu vier Stimmen
    - Herzliebster Mann zu vier Stimmen
    - Herzliebster Wein, von mir nit weich zu vier Stimmen
    - Ich armer Knab bin gar schabab zu vier Stimmen
    - Ich bin ein Weißgerber genannt zu vier Stimmen
    - Ich junger Mann, was hab ich g’tan zu vier Stimmen
    - In deutschem Land was etwas Schand zu vier Stimmen
    - Mein freundlichs B zu vier Stimmen
    - Nach Lust hätt’ ich mir auserwählt zu vier Stimmen
    - Ursach tut viel zu vier Stimmen
    - Verlorner Dienst, der sind gar viel zu vier Stimmen
    - Von Gottes Gnad ward in den Tod, Gesang auf den Tod von Fürst Ludwig V. von der Pfalz zu vier Stimmen
    - Vorzeiten was ich lieb und wert zu vier Stimmen
    - Was leit mir dran zu vier Stimmen
    - Wen’s müht, der freß zu vier Stimmen
    - Wiewohl viel herter Orden sind zu vier Stimmen
    - Wo ich mit Leib nit kommen mag zu vier Stimmen

  - Weltliche Editionen: von Forster herausgegebene Sammlungen, erschienen in Nürnberg
    - „Ein auszug guter alter und newer teutscher Liedlein, einer rechten teutschen Art, auff allerley Instrumenten zu brauchen, ausserlesen“, 3. Auflage
    - Der ander Theil, kurtzweiliger guter frischer teutscher Liedlein, zu singen vast lustig, mit 71 Liedern zu vier Stimmen; 2. Auflage mit verändertem Titel und sieben zusätzlichen Liedern
    - Der dritte Teyl, schöner, lieblicher, alter, und newer teutscher Liedlein, mit 80 Liedern zu vier Stimmen; darin:
      - Der Winter kalt ist vor dem Haus: Noten und Audiodateien im International Music Score Library Project
- Nicolas Gombert
  - Chansons O doulx regretz zu vier Stimmen
  - Chanson Raison le veult zu vier Stimmen
- Jhan Gero
  - Libro primo delli madrigali a quatro voci, Venedig: Girolamo Scotto
  - Libro secondo delli madrigali a quatro voce, Venedig: Girolamo Scotto
- Jean Guyot
  - Chanson Je l’ayme bien et l’aymerai: Noten und Audiodateien im International Music Score Library Project
  - Chanson Je suis amoureux d’une fille: Noten und Audiodateien im International Music Score Library Project
  - Chanson Joyeusement sans nulz faulx tour: Noten und Audiodateien im International Music Score Library Project
  - Chanson L’arbre d’amour ung fruict d’amaritude: Noten und Audiodateien im International Music Score Library Project
- Christian Hollander – Chanson Plaisir nay plus zu vier Stimmen in L’unziesme livre contenant vingt […], Antwerpen
- Clément Janequin – 30 Chansons nouvelles zu vier Stimmen, Livre 31: Noten und Audiodateien im International Music Score Library Project
- Jacotin Le Bel – Chanson A qui direlle zu zwei Stimmen, auch bekannt unter Numque vixisti o pauper
- Caspar Othmayr – 50 Reutterische unnd Jegerische Liedlein: Noten und Audiodateien im International Music Score Library Project
- Cipriano de Rore
  - Il terzo libro di madrigali, Supplement Venedig
  - Musica ... sopra le stanze del Petrarcha ... libro terzo, Supplement Venedig
- Erasmus Rotenbucher – Diphona amœna et florida zu zwei Stimmen: Noten und Audiodateien im International Music Score Library Project
- Girolamo Scotto (Hrsg.) – Musica diversa a tre voce, Venedig
- Tielman Susato (Hrsg.)
  - 29 Chansons amoureuses a quatre parties, Livre 11 (Antwerpen): Noten und Audiodateien im International Music Score Library Project; darin:
    - Jacobus Clemens non Papa – Entre vous filles de quinze ans: Noten und Audiodateien im International Music Score Library Project
    - Jacobus Clemens non Papa – Entre vous filles: Noten und Audiodateien im International Music Score Library Project
    - Tielman Susato – Les miens aussi: Noten und Audiodateien im International Music Score Library Project
    - Josquin Desprez – Mille regretz: Noten und Audiodateien im International Music Score Library Project
    - Tielman Susato – O Souverain Pasteur et Maistre: Noten und Audiodateien im International Music Score Library Project
    - Thomas Crécquillon – Par trop souffrir de fortune ennemie: Noten und Audiodateien im International Music Score Library Project
    - Thomas Crécquillon – Petite fleur: Noten und Audiodateien im International Music Score Library Project
    - Thomas Crécquillon – Si pour aimer et désirer: Noten und Audiodateien im International Music Score Library Project
    - Thomas Crécquillon – Toutes les nuictz: Noten und Audiodateien im International Music Score Library Project
- Gioseffo Zarlino – Moduli motecta vulga noncupata liber primus

## Musiktheoretische Schriften
- Juan Bermudo – El libro primero de la declaración de instrumentos, Ausgabe: Taller de Juan de Léon, Osuna.: Noten und Audiodateien im International Music Score Library Project

## Geboren

### Geburtsdatum gesichert
- 09. Dezember: Costanzo Antegnati, italienischer Orgelbauer, Organist, Komponist und Schriftsteller († 1624)

### Genaues Geburtsdatum unbekannt
- Eustache du Caurroy, französischer Komponist († 1609)
- Lambert de Sayve, franko-flämischer Komponist, Sänger und Kapellmeister († 1614)

## Gestorben

### Genaues Todesdatum unbekannt
- Antonio Rotta, italienischer Lautenist und Komponist (* 1495)

### Gestorben um 1549
- Lorenz Lemlin, deutscher Komponist (* um 1495)

### Gestorben nach 1549
- Luis de Narváez, spanischer Komponist und Vihuela-Spieler (* um 1505)